# Modlitba za domov
Modlitba za domov je tradiční křesťanská ekumenická akce, konaná většinou ku příležitosti státního svátku.
Účastní se jí všechny církve v České republice sdružené v Ekumenické radě církví spolu s Římskokatolickou církví, resp. Českou biskupskou konferencí.